# Ruine Weißenstein (Niederbayern)

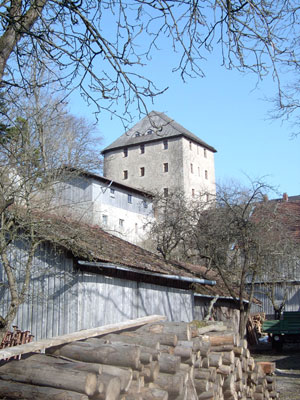
Das „Fressende Haus“

Die Burgruine Weißenstein ist die Ruine einer Felsenburg auf einem 758 Meter hohen Quarzfelsen, dem Pfahl („Burgberg“) im Ortsteil Weißenstein der Stadt Regen im Landkreis Regen in Bayern. Die Anlage wird als Bodendenkmal unter der Aktennummer D-2-7044-0039 im Bayernatlas als „untertägige Befunde des Mittelalters und der frühen Neuzeit im Bereich der Burgruine Weißenstein, darunter die Spuren von Vorgängerbauten bzw. älteren Bauphasen“ geführt. Ebenso ist sie unter der Aktennummer D-2-76-138-112 als denkmalgeschütztes Baudenkmal von Weißenstein verzeichnet.

## Geschichte
Die Burg wurde durch die Grafen von Bogen um 1100 erbaut. Nach dem Aussterben dieses Grafengeschlechts 1242 fiel die Burg an die bayerischen Herzöge. 1308 belehnten Otto und Stephan von Niederbayern den Ritter Eberwein von Degenberg mit der Burgherrschaft. 1339/40 wurde die Burg Eigentum der Degenberger.
Als sich die Degenberger im Böcklerkrieg gegen Herzog Albrecht IV. erhoben, erschienen am 9. Dezember 1468 herzogliche Truppen unter Georg von Lerchenfeld vor der Burg. Kurz vor Weihnachten wurde Burg Weißenstein eingenommen und niedergebrannt. Die Degenberger bauten die Burg wieder auf und blieben dort bis zu ihrem Aussterben im Jahr 1602 durch den Tod von Hans Sigmund von Degenberg.
Die Burg fiel an Kurfürst Maximilian I., der dort den Sitz des kurfürstlichen Pflegers einrichtete. Im Dreißigjährigen Krieg wurde die Burg 1633 von den Schweden verwüstet. 1740 stürzte die Südseite der Burg ein, 1742 zerstörte Franz von der Trenck mit seinen Panduren die Burg endgültig.
Die Burg verfiel seitdem, Amtswohnung und Wirtschaftsgebäude wurden wiederhergestellt. 1762 kam ein turmartiges Gebäude dazu, das als sogenannter Getreidekasten auch als Getreidespeicher für die Zehntabgaben der Untertanen diente. 1918 kaufte der Schriftsteller Siegfried von Vegesack das Haus und machte es zu seiner Wohnung. Wegen der hohen Kosten, die ihm dabei entstanden, nannte er es „Das fressende Haus“. So betitelte er auch seinen 1932 erschienenen Roman.

## Beschreibung
Die Ruine, eine langgestreckte Anlage auf einer Felsterrasse, ist von den Wirtschaftsgebäuden getrennt. Neben einigem Mauerwerk ist vor allem der quadratische Wohnturm erhalten. Die Burgruine Weißenstein ist seit 1996 im Besitz der Stadt Regen. 1991 bis 1995 wurde die Burgruine saniert, sie ist zugänglich.
Im „Fressenden Haus“ befindet sich seit 1985 ein Museum und ein Literaturarchiv über den Dichter Siegfried von Vegesack. Außerdem werden dort sakrale Kunst, Geräte zur Flachs- und Leinenproduktion und eine große Sammlung von Schnupftabakbehältnissen ausgestellt. Gelegentlich finden dort Dichterlesungen und andere Veranstaltungen statt.
Unterhalb der Burgruine steht eine Kapelle aus dem Jahr 1836 mit einem Barockaltar und zahlreichen Votivtafeln.

## Naturschutzgebiet
Das Naturschutzgebiet Pfahl bei der Ruine Weißenstein wurde durch die Regierung von Niederbayern und der Oberpfalz (18. April 1940, RegAnz. Ausg. 112/114) geschaffen. Es ist 6 ha groß und erstreckt sich über das Felsengebiet mit der Ruine. Durch diese Maßnahme ist vor allem der Quarzabbau auf dem Pfahl verboten. Der Burgberg ist durch die jahrhundertelange Düngung mit Abfällen stärker von Bäumen bewachsen als der übrige Pfahl. Es gedeihen dort Bergahorn, Holunder, Birken und Eschen.

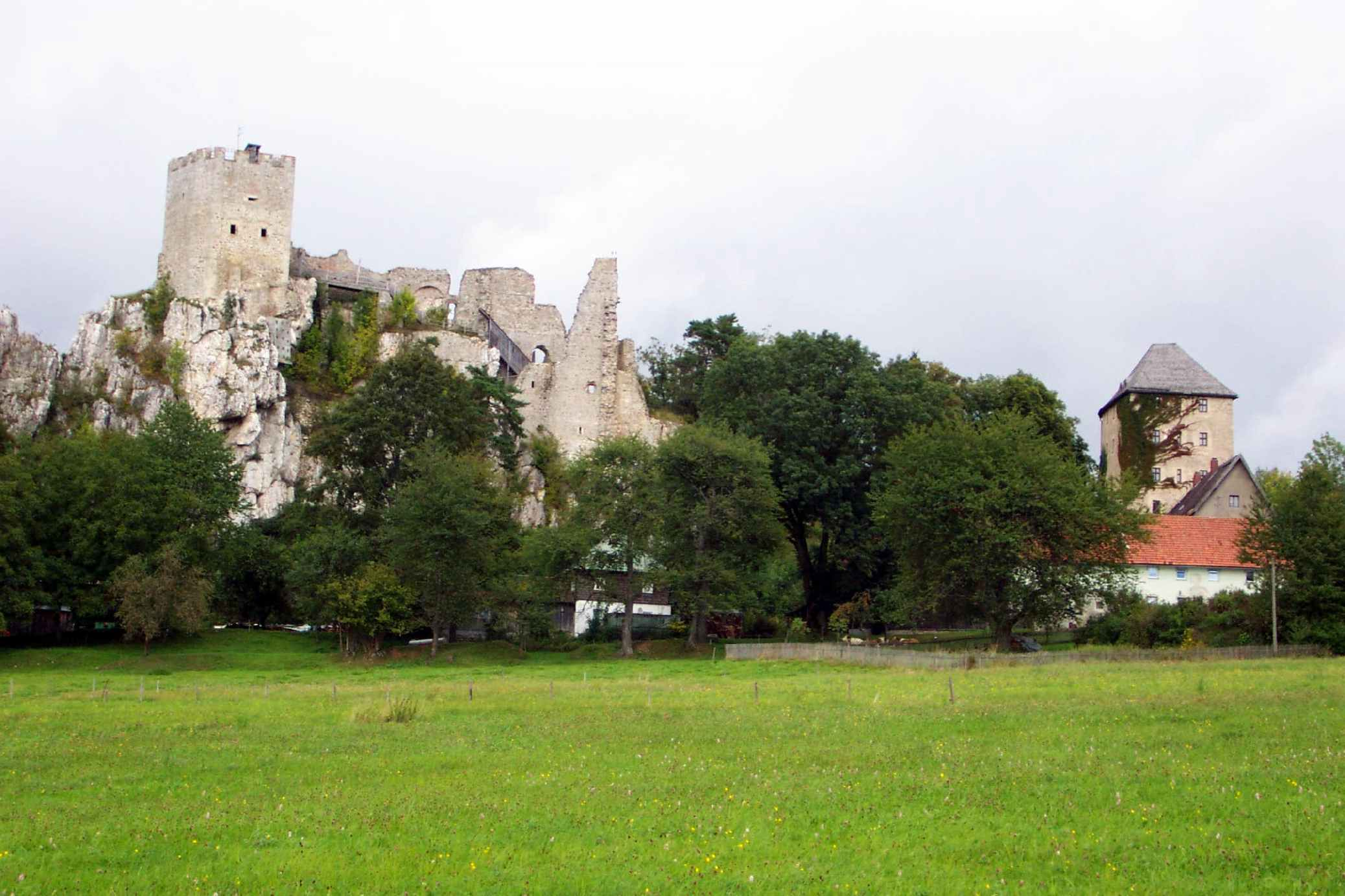
Ansicht der Burgruine aus südlicher Richtung
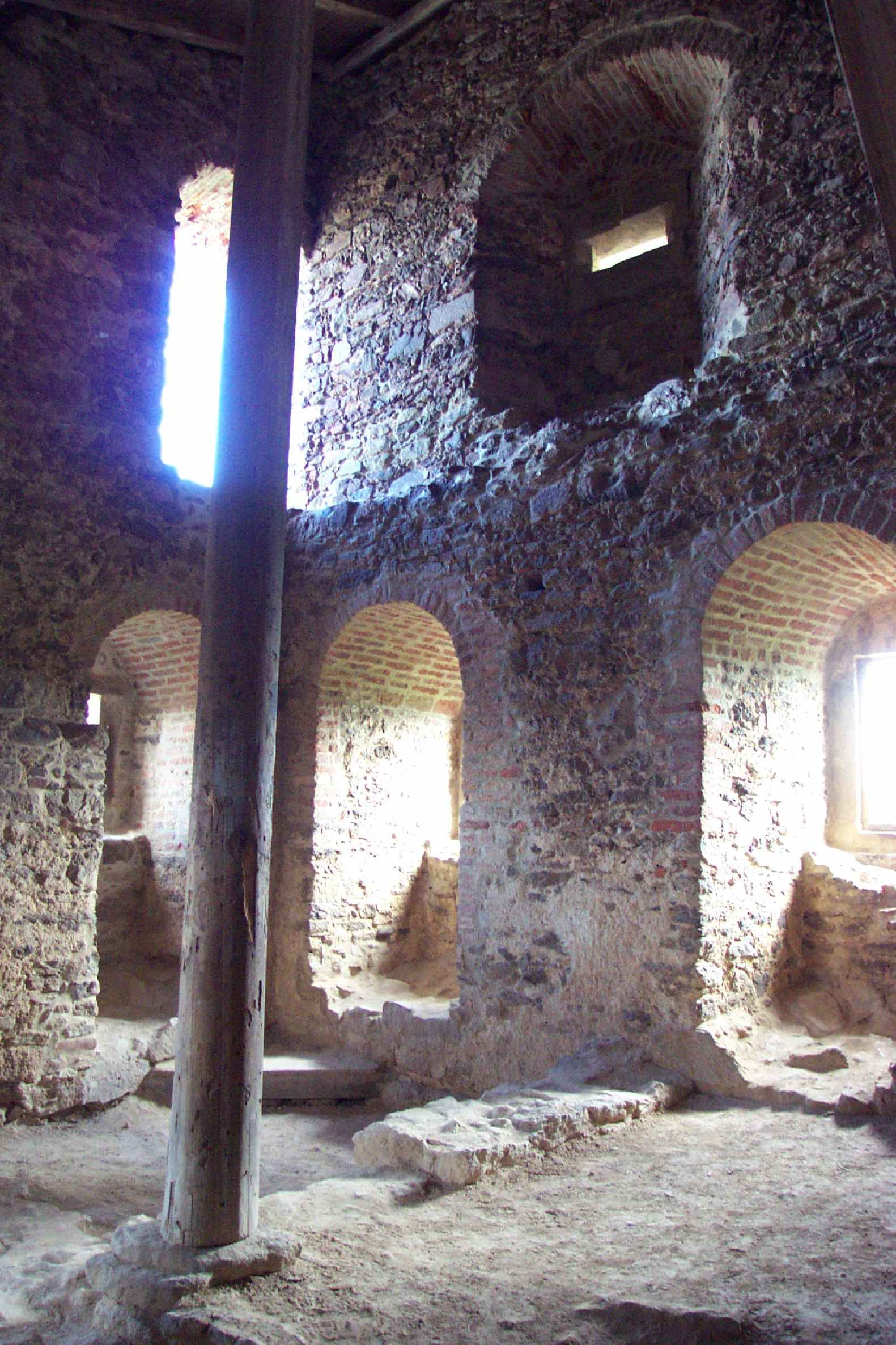
Im Inneren des Wohnturms
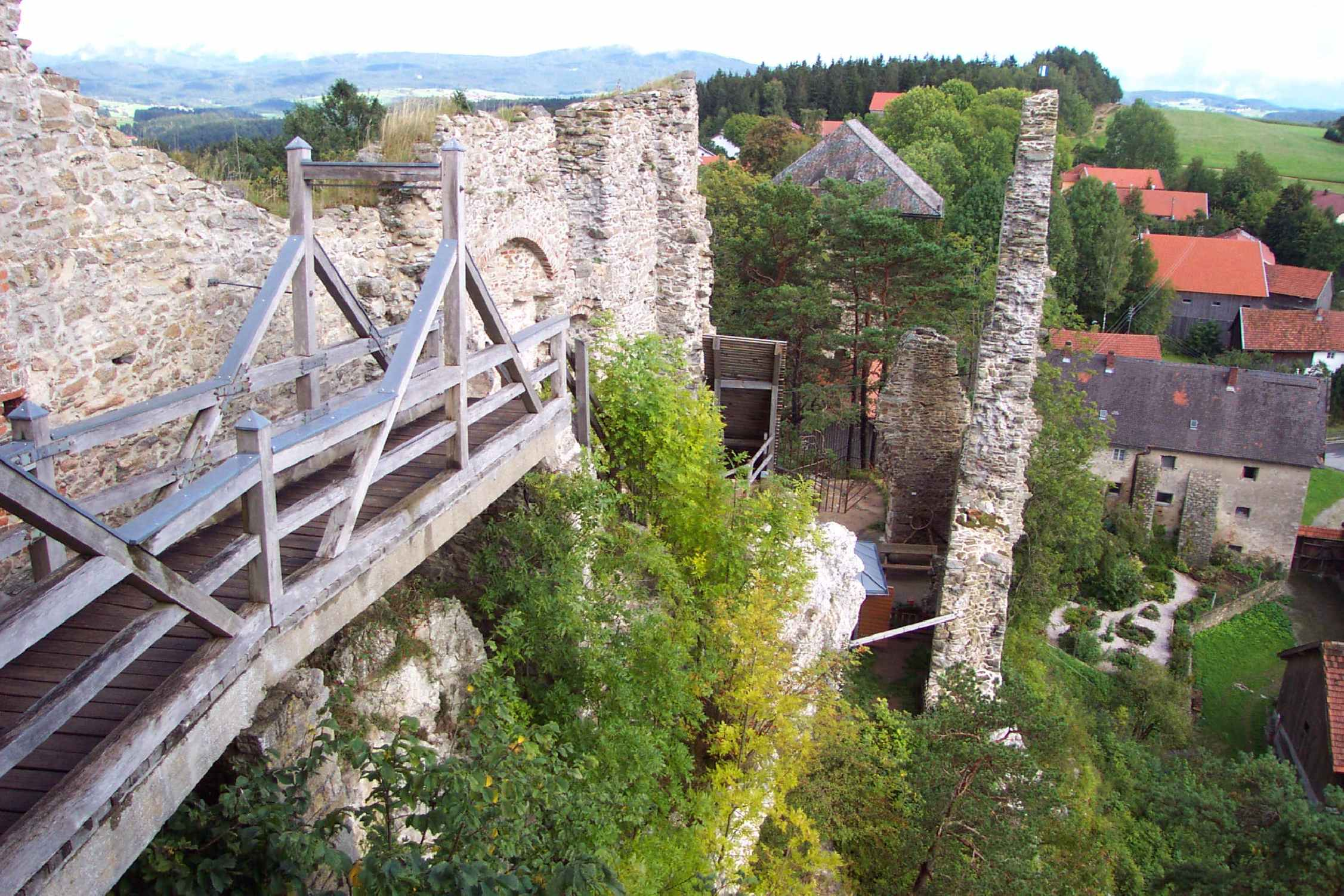
Blick vom Wohnturm auf die Ruinen der Burg

## Die Sage von Burg Weißenstein
Einer Sage nach wollte die Frau eines Ritters ihre neugeborenen Siebenlinge ertränken lassen. Der heimkehrende Ritter verhinderte das und ließ seine Kinder im Kloster Rinchnach aufziehen, erzählte seiner Frau jedoch nichts. Als erwachsene Männer kehrten die Kinder zurück auf die Burg. Auf die Frage des Burgherrn, was mit einem Menschen geschehen solle, der die eigenen Kinder umbringen lässt, antwortet seine Frau, man solle die Person lebendig einmauern. Daraufhin wurde sie eingemauert und soll noch heute als „weiße Frau“ in der Ruine zu sehen sein.